# Ivan Maïski
Pour les articles homonymes, voir Maisky.
Ivan Mikhaïlovitch Maïski (russe : Ива́н Миха́йлович Ма́йский) russification de son nom de naissance polonais Jan Lachowiecki, né le 19 janvier 1884 à Kirillov et mort le 3 septembre 1975 à Moscou, est un diplomate, historien et homme politique soviétique. Il est ambassadeur à Londres de 1932 à 1943.

## Biographie
Ivan Maïski est né dans une famille polonaise juive dans la Russie impériale. Ses premières activités révolutionnaires ont mené à son expulsion de l'université de Saint-Petersbourg en 1902. Après un exil interne en Sibérie, il est banni du pays et part en Suisse puis en Allemagne à Munich en 1906 où il obtint une maîtrise d'économie en 1912 et commence une thèse qui est interrompue par la guerre en 1914. Il doit fuir alors à Londres de 1914 à 1917, où il se lie d'amitié avec Alexandra Kollontai, Gueorgui Tchitcherine et Maxime Litvinov. Son anglais s'améliorant, son cercle d'amitié s'élargit à George Bernard Shaw, H. G. Wells et Beatrice Webb dont il avait adoré son livre sur l'Histoire du syndicalisme. Durant la guerre, il devient Menchevik par opposition à son ami Litvinov qui se rallie aux bolchéviks et aux thèses de Lénine.
Après la révolution de février 1917, Maïski retourne en Russie et est nommé vice-ministre du Travail dans le gouvernement Kerenski. Après la révolution d'Octobre il se tient à l'écart. En juillet 1918 il part pour Samara et, en août, il est nommé responsable du département (c'est-à-dire ministre) du Travail au sein du Comité des membres de l'Assemblée constituante (Komoutch), c'est-à-dire le gouvernement local anti-bolchevique, avec le consentement de l'organisation menchevique locale, décision qui est ensuite ratifiée par le comité régional du parti de l'Idel-Oural. À l'automne 1918, en raison de la menace de la prise de Samara par les Rouges, il s'installe à Omsk, et à la mi-octobre il reçoit une offre pour occuper le poste de ministre du Travail dans le gouvernement provisoire panrusse installé à Oufa, mais il n'obtient pas le consentement du comité menchevique régional et par conséquent il est contraint à refuser. Après le coup d'État de l'amiral Koltchak en novembre 1918 et l’arrestation des membres socialistes-révolutionnaires du gouvernement il est nommé ministre du travail dans le nouveau gouvernement, mais n’a pas réellement occupé ce poste.
Au printemps 1919, il part en expédition en Mongolie, en tant que représentant du bureau d'Irkoutsk de l'Union centrale des sociétés de consommateurs de la Fédération de Russie (Centrosoyuz), dans le but d'étudier les perspectives du commerce extérieur. En septembre 1920, avec la fin de la guerre civile et le début des opérations militaires en Mongolie, l'expédition retourne en Russie. En 1920 il se rallie aux bolcheviques, et sa lettre d'expiation est publiée dans la Pravda. Il est envoyé à Omsk pour y organiser le secteur industriel. Mais, ça ne l'intéresse pas. Il a gardé le contact avec Litvinov qui le pistonne pour divers emplois comme journaliste ou rédacteur dans diverses revues officielles. De 1920 à 1925, il ne reste jamais longtemps au même endroit, s'embrouillant toujours avec ses supérieurs. En 1925, toujours grâce à Litvinov il obtient un poste de conseiller d'ambassade à Londres. Il y reste jusqu'en 1927 malgré de nouvelles brouilles avec son supérieur (l'ambassadeur Krassine). De 1927 à 1930 il est conseiller d'ambassade à Tokyo. Puis de 1930 à 1932 il est ambassadeur à Helsinki où il signe le Pacte de non-agression soviéto-finlandais (1932).

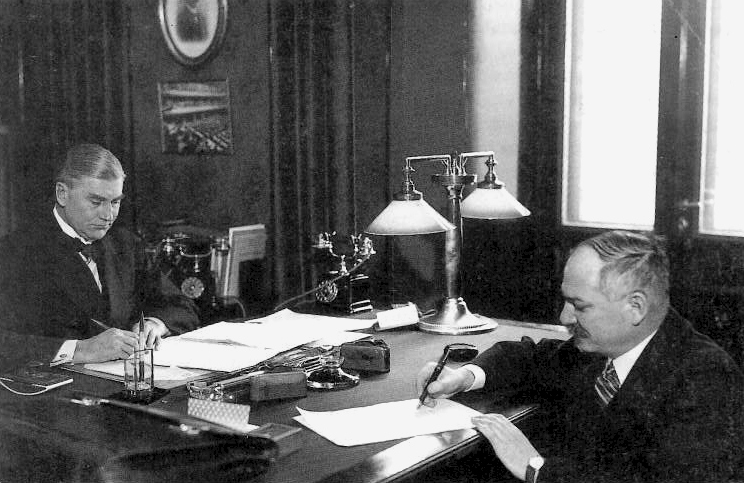
Signature du pacte de non-agression entre la Finlande et l'Union soviétique à Helsinki, le 21 janvier 1932. À gauche le ministre des Affaires étrangères finnois Aarno Yrjö-Koskinen, à droite l'ambassadeur de l'Union soviétique à Helsinki, Ivan Maisky.

Ce succès contribue certainement à sa promotion surprise en 1932 à l'ambassade de Londres,, toujours grâce à l'appui de Litvinov. Maïski est un membre actif et le représentant soviétique au Comité de non-intervention durant la guerre d'Espagne. Durant ces années 1930, il est un fervent partisan d'une triple alliance britannique, française et soviétique contre l'Allemagne nazie et rejoint donc la politique menée par son ministre des affaires étrangères, connue sous le nom de "sécurité collective".
Il organise, au cours des années 1930, la première visite d'un membre du gouvernement britannique sur le sol soviétique, en convainquant Anthony Eden de se rendre à Moscou pour rencontrer Staline.
Toutefois, le projet de sécurité collective échouera définitivement à la signature du pacte germano-soviétique de 1939. Au début de la Seconde Guerre mondiale, il doit faire face à l'hostilité britannique croissante envers la Guerre d'Hiver menée par l'URSS contre la Finlande.
Il tient un journal, qui rend compte des positions politiques britanniques, notamment en ce qui concerne le début de la Seconde Guerre mondiale.
Les Grandes purges des années 1930 ayant particulièrement renouvelé l'appareil diplomatique soviétique, il est pourtant épargné, comme l'ambassadrice en Norvège, au Mexique et en Suède Alexandra Kollontaï.
En 1941, après l'invasion allemande de l'URSS, Maïski participe à la normalisation des relations avec les Alliés. Il signe notamment les accords Sikorski-Maïski qui déclare le pacte de non-agression germano-soviétique de 1939 nul et non avenu. Il permet la libération de centaines de milliers de Polonais des camps de guerre soviétiques.
À Londres, il presse les Alliés d'ouvrir un second front contre les Allemands en Europe occidentale. Il maintient des liens étroits avec Winston Churchill et Anthony Eden et visite lui-même quotidiennement le ministère des affaires étrangères pour obtenir les nouvelles les plus récentes.
Rappelé à Moscou en juillet 1943, le 23 octobre suivant il devient un des vice-commissaires du peuple aux Affaires étrangères, ayant comme ministre de tutelle Viatcheslav Molotov. Il dirige plusieurs commissions planifiant les suites de la guerre : il se concentre particulièrement sur le démantèlement de l'Allemagne, les réparations de guerre, la punition des criminels de guerre ainsi que l'occupation soviétique. Il recommande également la création d'une « Pologne viable », quoiqu'avec des frontières considérablement modifiées. Son inquiétude face à ce qu'il perçoit comme une hostilité idéologique américaine envers l'URSS le mène à voir dans le Royaume-Uni le seul partenaire occidental de long terme pour l'Union soviétique. Il participe aux délégations soviétiques aux conférences de Yalta et Potsdam.
Présent pour des raisons mal définis à Gibraltar le 4 juillet 1943, il est mêlé à la controverse sur la mort de Władysław Sikorski.
Il prend sa retraite en 1945. Il devient alors historien à l'Académie des sciences de l'URSS. Il a animé des séminaires sur l'histoire des relations internationales et celle de la politique extérieure soviétique à l'Institut de préparation des travailleurs diplomatiques et consulaires, créé par Maxime Litvinov en novembre 1934.
Il est arrêté en février 1953, victime des dernières purges de l'ère stalinienne. Interrogé par le ministre de l'Intérieur Lavrenti Beria, on l'accuse en effet d'être un espion britannique et il est condamné à six ans d'emprisonnement. Staline meurt la même année et Maïski est finalement relâché en 1955 et réhabilité.
En 1966, Maïski signe la Lettre des 25 avec des écrivains, scientifiques et figures culturelles soviétiques, lettre adressée à Brejnev pour s'opposer à une éventuelle réhabilitation de Staline.

## Publication
- Qui aidait Hitler ?, Éditions Delga, 2014 et traduit par Dora Sanadzé aux Éditions du Progrès en 1966.